# Усадьба Лопухиных
Уса́дьба Лопухины́х — усадебный комплекс, построенный в конце XVII века Фёдором Лопухиным на территории Белого города. В 1775—1776 годах особняк входил в состав временного Пречистенского дворца, созданного для размещения императорского двора на момент празднования Кючук-Кайнарджийского мира с Османской империей. На тот момент в здании проживал фаворит Екатерины II Григорий Потёмкин. После Октябрьской революции участок передали в ведение ВЧК, а в 1960-х годах на базе имения начал действовать филиал Музея Маркса и Энгельса. В конце XX века строение было отремонтировано под руководством Международного центра Рерихов и переоборудовано для размещения Музея Рерихов (существовал в усадьбе до начала 2019 года), который с 2016-го является филиалом Музея Востока. В 2019 году усадьба была передана в пользование Государственному музею изобразительных искусств имени А. С. Пушкина.

## История

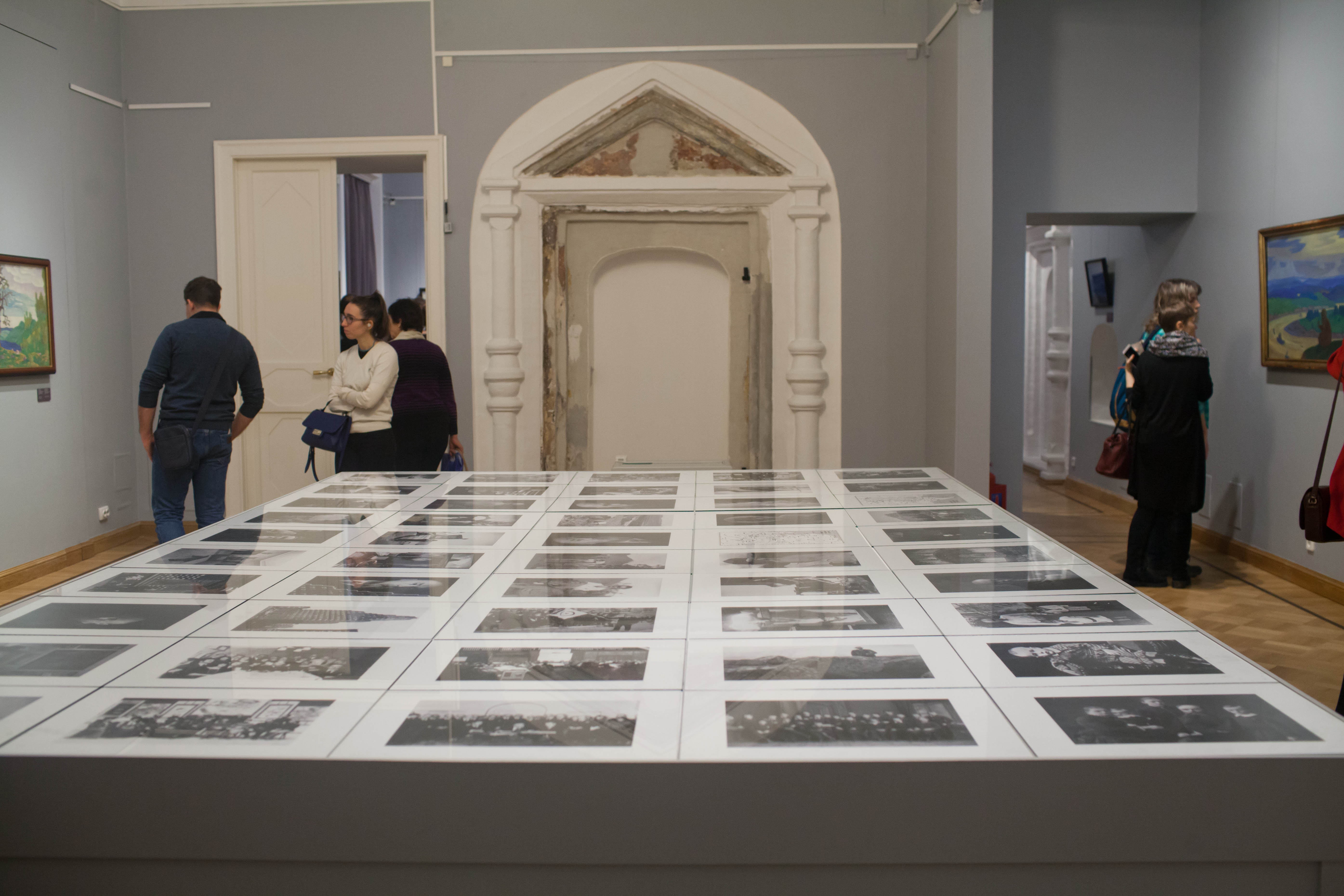
Выставочный зал Музея Рерихов, в центре — раскрытый декор палат Лопухиных, 2017 год

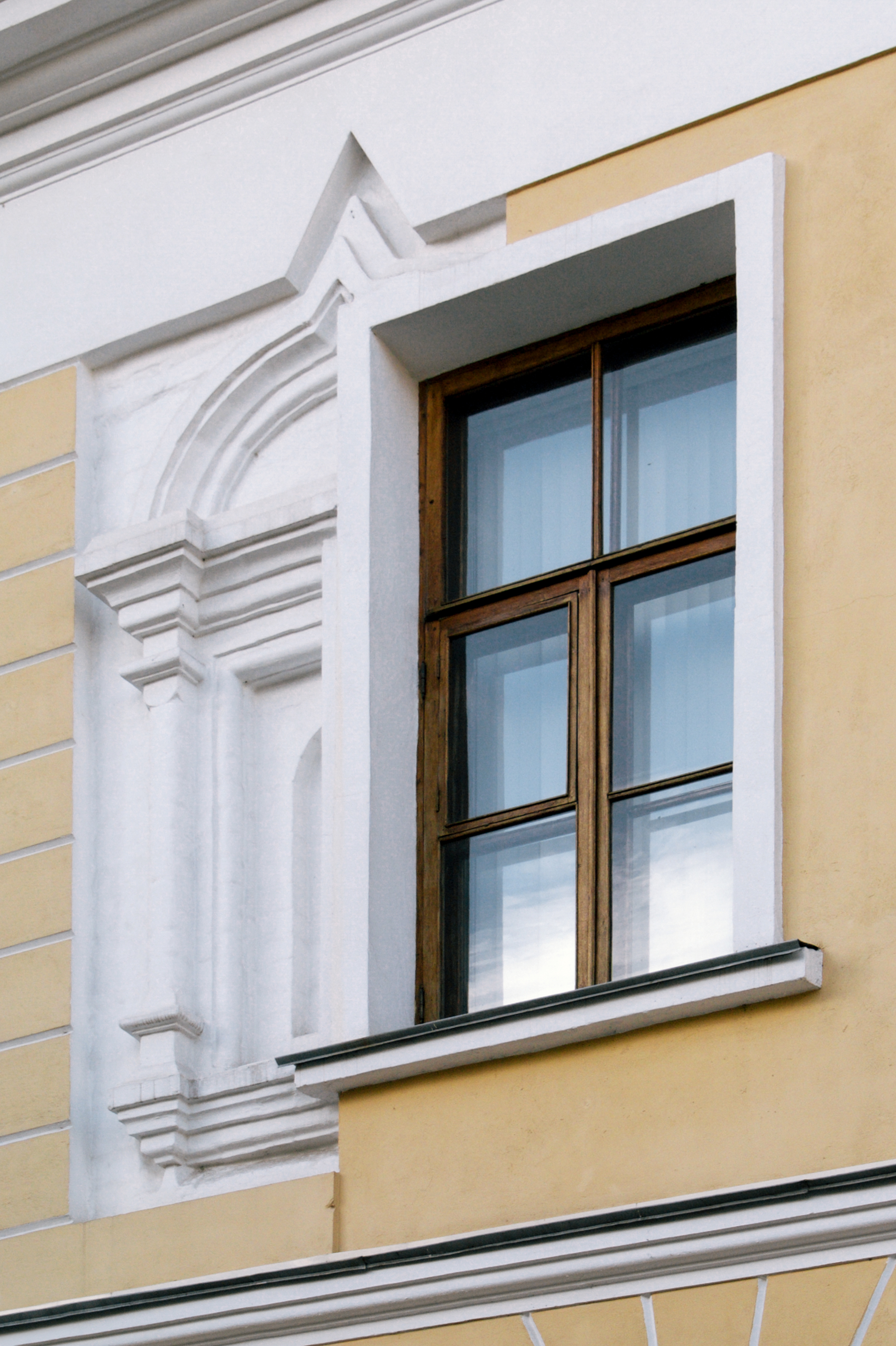
Раскрытый элемент старинного декора на фасаде усадьбы Лопухиных, 2016 год

### Усадьба при Лопухиных
После венчания Петра I и Евдокии Лопухиной в 1689 году царь пожаловал своему тестю Фёдору Лопухину боярский чин и землю близ церкви Знамения Пресвятой Богородицы. Новый хозяин возвёл на этом участке двухэтажные палаты на мощном подклете с массивным красным крыльцом. Главный фасад был обращён на юг в сторону Пречистенской улицы, откуда обустроили парадный въезд.
В 1697 году Лопухина отправили воеводой в Тотьму под Вологдой, а через год царицу сослали в Покровский монастырь. Имение в Малом Знаменском переулке перешло в собственность брата царицы Авраама, которому покровительствовал царь. В 1716-м сын Евдокии Лопухиной царевич Алексей бежал за границу, и через два года началось расследование этого инцидента. Авраама Лопухина, знавшего о планировавшемся побеге, обвинили в государственной измене и казнили, а его владения конфисковали.

Мемуарист Фридрих Берхгольц указывает, что усадьбу использовали для расселения военнопленных шведских генералов, вызвавших уважение Петра I в сражениях Северной войны. Так, в особняке некоторое время проживали граф Карл Пипер и генерал-фельдмаршал Карл Реншильд. Ряд исследователей полагает, что они пребывали в усадьбе ещё до казни Лопухина, по другим данным — после 1718 года. Вскоре царь пожаловал имение голландцу Жану Тамесу для организации полотняной мануфактуры. Одно из окон второго этажа растесали в дверной проём, куда по верёвке поднимали грузы. Фридрих Берхгольц описал мануфактуру: 
Сев в сани, мы отправились в город на большую фабрику, которая помещается в большом каменном доме, принадлежавшем Лопухину.  По приезде туда мы осмотрели все по порядку, и я должен признаться, что никак не ожидал, чтобы хозяин фабрики мог устроить здесь такое заведение и привести его в цветущее состояние. Оно имеет 150 ткацких станков, за которыми работают почти исключительно одни русские, и производит все, чего только можно требовать от полотняной фабрики…
После смерти Петра I производство пришло в упадок, и в 1728 году по распоряжению Петра II владения вернули Лопухиным. Новым хозяином стал сын Авраама Лопухина — Фёдор, при котором старинные палаты реконструировали. Историк Сергей Романюк полагает, что в этот период на основе существовавшего фундамента и нижнего этажа возвели новую верхнюю часть дома. С фасадов усадьбы демонтировали старинный декор, разобрали красное крыльцо, расширили окна. Со стороны курдонёра пространство между окнами второго этажа оформили пилястрами. В северной части двора возвели массивные парадные ворота с белокаменными карнизами и каннелированными полуколоннами. После смерти Фёдора Лопухина в 1757 году имение перешло по наследству его жене В. Б. Лопухиной. Клировые ведомости указывают, что некоторое время в палатах проживал князь Дмитрий Ухтомский.

### Пречистенский дворец
Для празднования в Москве подписания Кючук-Кайнарджийского мирного договора Екатерина II распорядилась объединить усадьбы Голицыных, Лопухиных и Долгоруких. Под руководством Матвея Казакова на их основе был создан временный Пречистенский дворец. Архитектор соединил три соседних особняка двухэтажными деревянными галереями. Тронный и бальный залы разместили в специальном деревянном корпусе, сооружённом на заднем дворе усадьбы Голицына. Казаков изменил планировку имения Лопухиных на анфиладную и реконструировал главную лестницу. В парадных залах особняка двери отделали искусственным мрамором, печи декорировали белыми изразцами. С фасада усадьбы демонтировали пилястры верхнего яруса, лучковые перемычки окон заменили клинообразными.
Особняк Лопухиных был «назначен тем, кому необходимо жить при дворе» и дежурным кавалерам. В доме также проживал фаворит императрицы Григорий Потёмкин. В феврале 1775-го в этой части Пречистенского дворца провели праздничный обед в честь европейских посланников, а 30 сентября того же года — масштабно отметили именины Потёмкина.
Ряд историков полагает, что коридоры, связывающие усадьбу Лопухиных и дом Голицына, носили характер «приватных» для тайных встреч императрицы и её фаворита. Екатерина II отмечала неудобную планировку Пречистенского дворца, называя его «торжеством путаницы», тем не менее она пребывала в комплексе около года. По одной из версий, в этот период она родила дочь Елизавету Тёмкину, которую отдали на воспитание графу Александру Самойлову.
Доподлинно неизвестно, когда именно поместье Лопухиных перешло в собственность Потёмкиных. В переписке с дипломатом Фридрихом Гриммом Екатерина II указывала, что во время её пребывания в Пречистенском дворце палаты Лопухиных уже принадлежали казне. Но, согласно одной из версий, в 1763-м хозяйкой имения являлась мать Григория Потёмкина Дарья Васильевна, от которой по наследству имение и перешло сыну. Эта теория основывается на объявлениях в «Московских ведомостях» о продаже усадьбы от декабря того же года. По другим предположениям — комплекс пожаловали фавориту после отъезда императрицы из Пречистенского дворца. Также существует мнение, что Потёмкин стал собственником в 1787 году незадолго до перепродажи имения князю А. Я. Хилкову.

### Владельцы XIX и XX веков

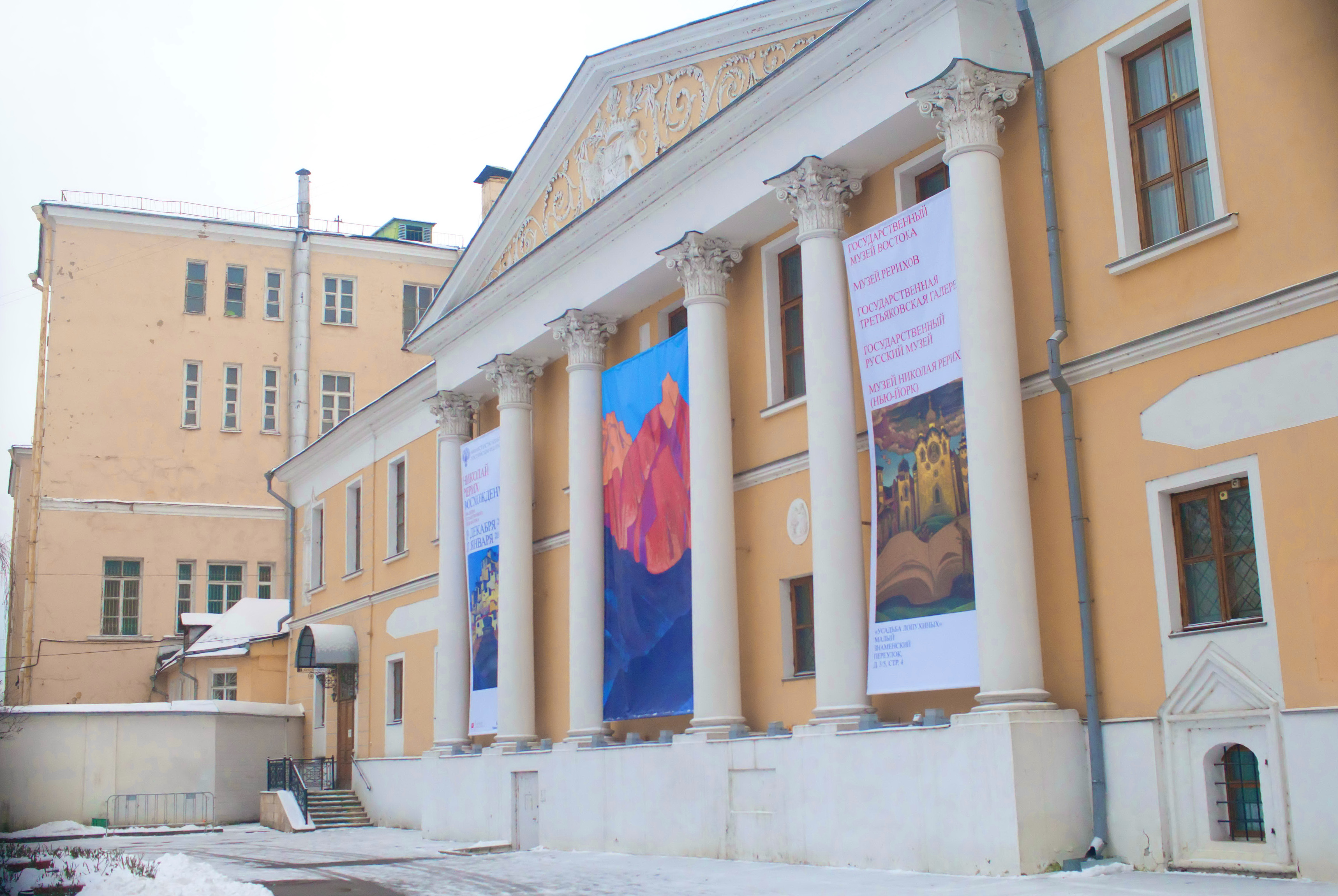
Шестиколонный портик на северном фасаде усадьбы Лопухиных, 2018 год

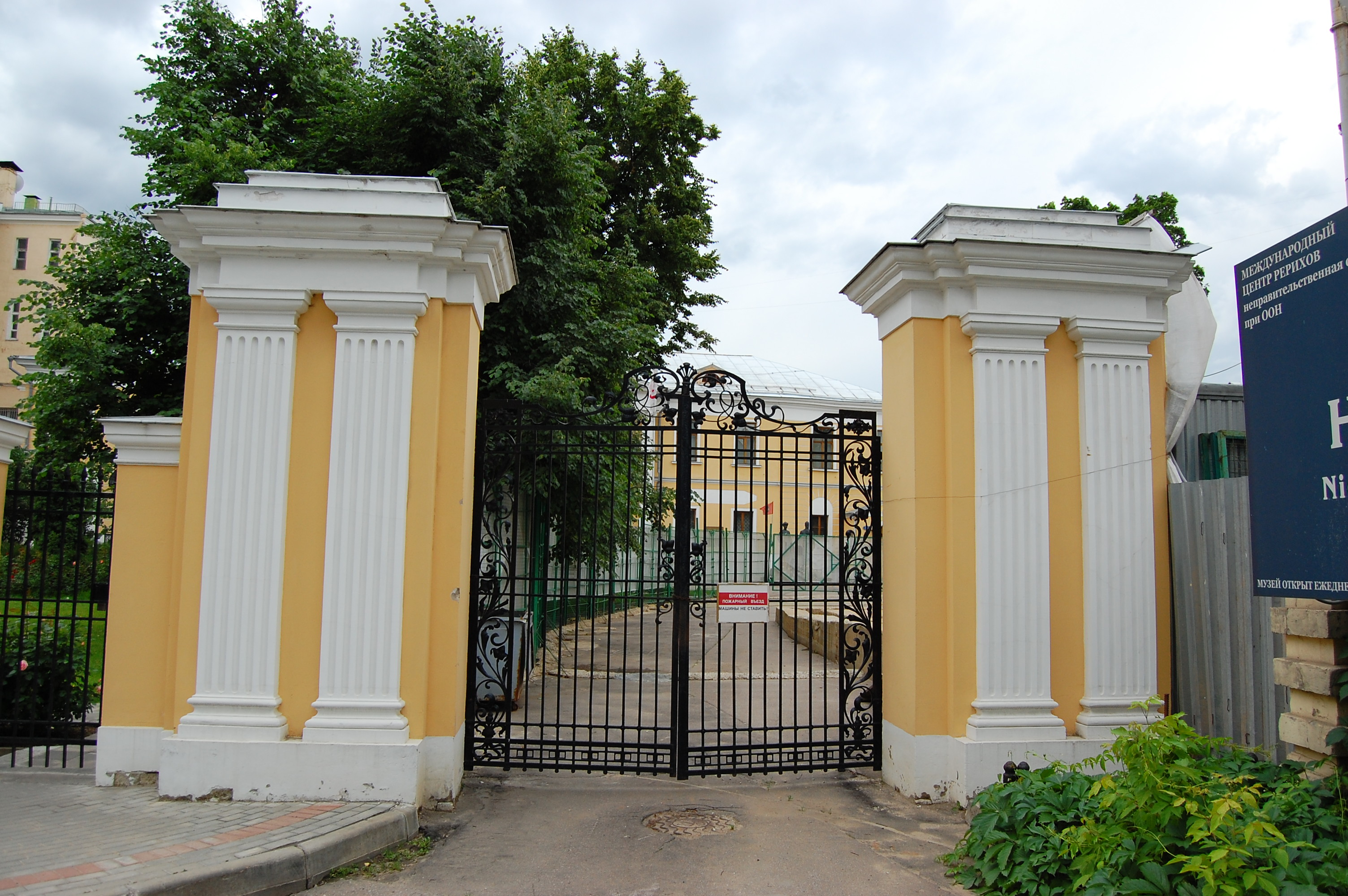
Парадные ворота усадьбы Лопухиных, 2012 год

К началу XIX века имение выкупила Варвара Алексеевна Протасова. Её муж Александр Протасов являлся воспитателем Александра I и умер в день коронации императора. Вдове Протасова был пожалован графский титул, после чего она распорядилась реконструировать поместье и украсить фронтон усадьбы родовым гербом с графской короной. Под треугольным завершением фасада установили шестиколонный коринфский портик на белокаменном стилобате. К главному входу пристроили дополнительный тамбур, в боковых частях дома выделили ризалиты, оформленные рустом. Второй ярус заднего фасада декорировали трёхчастным окном с белокаменными полуколоннами. В помещениях верхнего этажа переложили изразцовые печи, заложили подоконные ниши. Одну из залов западной анфилады особняка украсили четырьмя колоннами с капителями искусственного мрамора.
Особняк не пострадал во время московского пожара 1812-го. В 1830-х годах главный дом имения Протасовых арендовал сенатор Дмитрий Бологовский, который был дружен с отцом Александра Пушкина. Исходя из этого факта, отдельные искусствоведы предполагают, что поэт мог гостить в бывшей усадьбе Лопухиных. В 1850-м имение приобрёл Алексей Бахметев, которого навещал драматург Николай Гоголь. В XIX веке анфиладную планировку Казакова перестроили, разделив помещения перегородками, и обновили карнизы здания.
В 1890 году имение перешло к дальнему родственнику Бахметевых князю Д. А. Оболенскому. Он переоборудовал усадьбу под прачечную, но её вскоре ликвидировала городская управа, посчитав такое предприятие «безнравственным» для исторического памятника. С 1891-го владелицей дома числилась фрейлина Мария Петрово-Соловово. При ней в южной части главного корпуса пробили дополнительный вход, оборудованный каменным крыльцом, возвели вторую парадную лестницу. Боковые флигеля особняка переоборудовали под доходные дома, перестроив центральный сектор северного крыла. Во дворе главного корпуса возвели северо-западный жилой корпус и разобрали часть старого каретного сарая. В 1910-х годах в одном из флигелей усадьбы снимал квартиру историк Юрий Готье.
После Октябрьской революции здание передали в ведение военного отдела ВЧК. С 1920-х годов в бывшей усадьбе действовал филиал Музея Маркса и Энгельса, располагавшегося в соседнем особняке Долгоруковых. В 1950-х годах часть здания переоборудовали под коммунальные квартиры. В 1965-м усадьбу Лопухиных передали в ведение одного из трестов Министерства тяжёлого машиностроения СССР. Организация должна была отреставрировать ветхие строения, но из-за плохого финансирования восстановили только часть главного корпуса и укрепили несущие стены. В этот же период архитектор Ирина Валентиновна Ильенко подготовила проект полной реставрации комплекса, предусматривавший сохранение всех выявленных архитектурных стилей и воссоздание наиболее ценных элементов разных периодов.

### Музей Рерихов

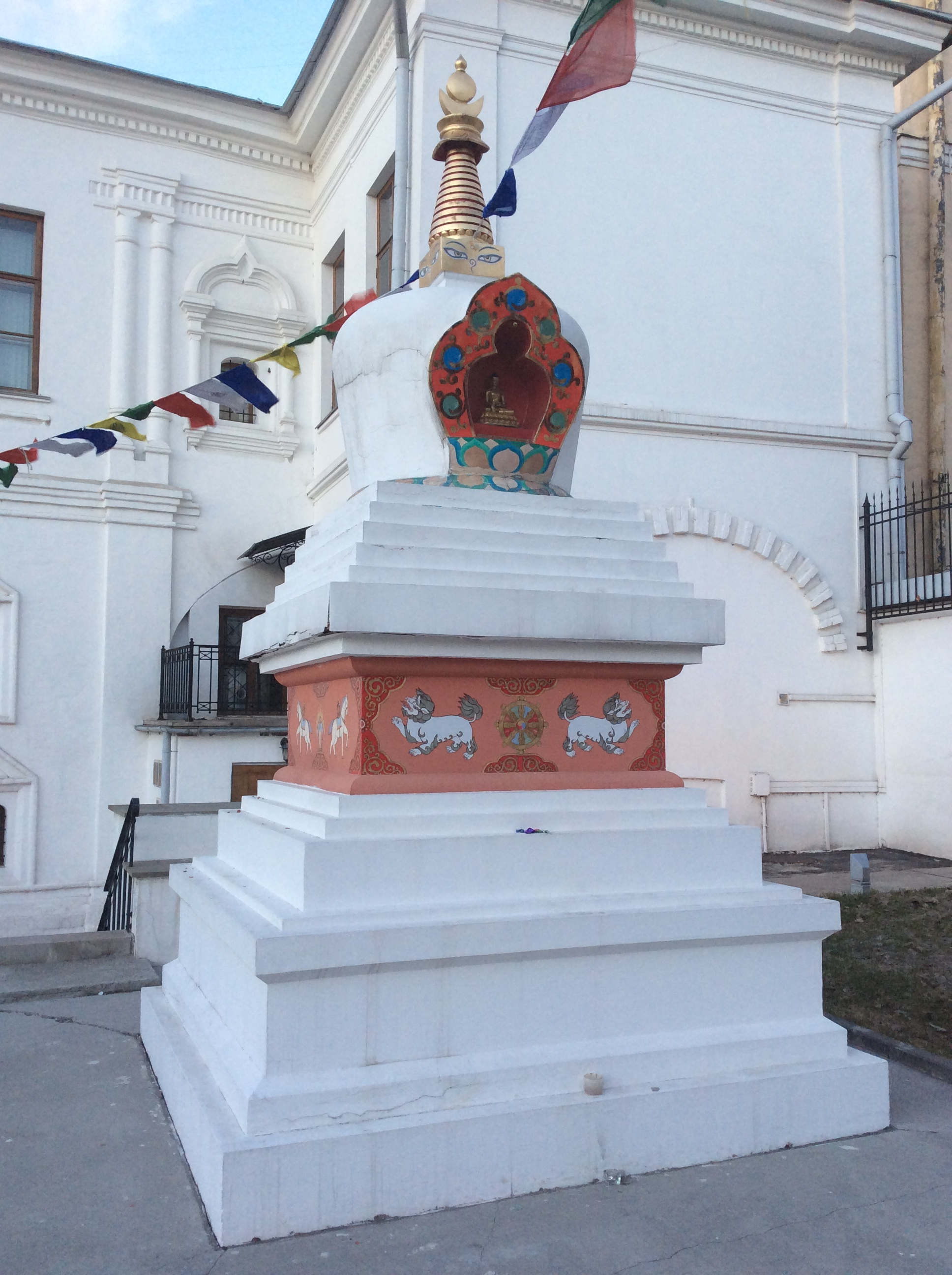
Буддийская ступа во дворе усадьбы Лопухиных, 2017 год

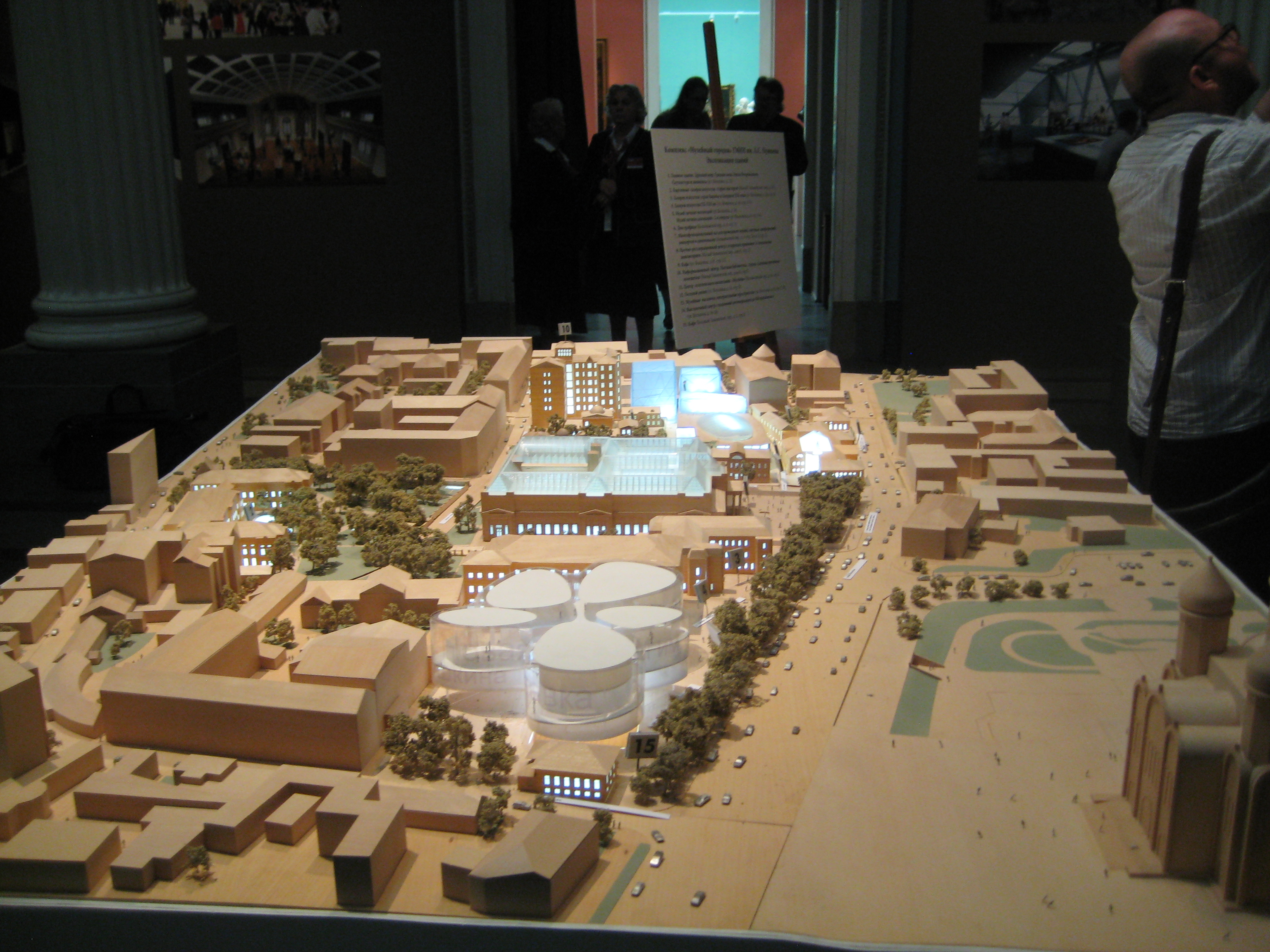
Один из макетов Музейного городка ГМИИ, 2012 год

В 1989 году полуразрушенную усадьбу Лопухиных выбрали для размещения в Москве Музея Рерихов. Из-за просадок грунта фундамент главного корпуса сместился, образовались массивная сквозная трещина и мелкие разломы, подвалы здания затопила вода, деревянные перекрытия обветшали, стены северного ризалита покосились. Строение планировалось отремонтировать за счёт бюджетных средств, но по состоянию на 1992-й работы произведены не были. Международный центр Рерихов (МЦР) выступил инициатором реставрации, для проведения которой использовал частные инвестиции.
В феврале 1993 года в отремонтированных залах одного из флигелей открылась первая экспозиция Музея Рерихов. Она состояла из личных вещей семейства и картин Николая Рериха. Через год восстановили первый этаж главного корпуса, куда переместили выставочные залы. В 1995-м московское правительство заключило с центром Рерихов договор аренды сроком на 49 лет. В этот же период начались масштабные восстановительные работы под руководством реставратора Ирины Давыдовны Любимовой. Специалисты укрепили фундамент, несущие стены и кровлю, реконструировали инженерные системы, воссоздали подвалы со сводчатыми потолками. По сохранившимся натурным остаткам реставраторы раскрыли старинное архитектурное убранство и выявили планировку палат Фёдора Лопухина на первом и цокольном этажах. В верхней части дома установили расположение комнат анфилады Казакова. Воссоздали утерянное красное крыльцо, понизив прилегающий грунт до исторических отметок. В подвале одного из флигелей усадьбы раскрыли центральную часть корпуса XVII века. На территории имения также провели раскопки под началом археолога Александра Векслера. По обнаруженным артефактам учёные предположили, что во второй половине XVII века на участке располагалась плавильня цветных металлов.
К 2005 году северо-западный жилой флигель усадьбы перестроили и передали в ведение компании «Агрохимэкспорт». Через год завершились строительные работы в главном корпусе, проект отметили на международной выставке архитектурного наследия в Лейпциге. Хозяйственные флигеля и каретник в северной части участка также планировалось восстановить, расширив подвалы. Корпуса должны были занять студии детского и народного творчества. План работ, подготовленный Центральными научно-реставрационными мастерскими, был согласован Мосгорнаследием.
В 2013 году для предотвращения смещения грунта в ходе строительных работ на территории комплекса возвели подземные конструкции. После этого представители Музея изобразительных искусств имени Пушкина (ГМИИ), занимающего соседнюю усадьбу Голицыных, обратились в Арбитражный суд Москвы с требованием ликвидировать новодел, но постройку признали законной. Через год между двумя музеями обострились разногласия вокруг спорной пограничной территории усадьбы Лопухиных. На тот момент МЦР был не в состоянии выплачивать арендную плату, поэтому в августе 2014-го правительство Москвы закрепило в безвозмездном пользовании организации главный корпус усадьбы Лопухиных и один из флигелей. При этом центр должен был использовать площади только в общественно-культурных целях.

В 2015 году Росимущество признало усадьбу федеральной собственностью и передало комплекс в оперативное управление Музея Востока. В 2016-м представители ГМИИ предложили проект интеграции усадьбы Лопухиных в пространство музейного городка для создания единого общественно-культурного пространства. В этом же году в СМИ появилась информация о возможной ликвидации буддийской ступы, установленной на территории усадьбы Лопухиных в 2008 году, но замдиректора Музея Востока Тигран Мкртычев не подтвердил эту информацию:
Мое глубокое убеждение, что Центр Рерихов использовал ступу, чтобы скрыть факт самостроя. Под ступой располагается подвал, происхождение которого сотрудники центра объяснить не смогли. Вместо этого они распаляли негативные чувства людей информацией о якобы грядущем сносе ступы.
 В этот период в Музее Рерихов проходили государственные проверки. Было установлено, что МЦР использовал флигель усадьбы для размещения багетной мастерской, общежития волонтёров, а также склада строительного мусора. Это противоречило условиям договора о безвозмездном пользовании усадьбы. По словам вице-президента центра Рериха Александра Стеценко, Музей Востока инициировал проверки комплекса в поисках причин для досрочного расторжения договора аренды. В апреле 2017 года Арбитражный суд Москвы удовлетворил иск Музея Востока и МЦР вынужден был освободить занимаемые им палаты Лопухиных. При этом коллекция Музея Рериха оказалась на хранении у Музея Востока. В дальнейшем на базе усадьбы начал действовать новый Музей Рерихов, ставший филиалом Музея Востока.
В августе 2018 года Музей Востока обратился в суд с требованием к МЦР снести возведённые ранее на территории усадьбы подземные ограждения. В ходе разбирательств объект признали незаконным самостроем, тем не менее ряд исследователей опасался, что демонтаж конструкции вызовет смещение грунта. Отдельные СМИ высказывали предположения, что ситуация связана с намерениями Музея Востока обратить взыскание на коллекции МЦР после неспособности этой организации ликвидировать ограждения из-за высокой стоимости работ.
На 2023-2025 гг. запланирована масштабная реконструкция здания.

### Пушкинский музей
В 2019 году Музей Рерихов переехал на ВДНХ (в бывший павильон «Здравоохранение»). После этого усадьба была передана в пользование Пушкинскому музею, где теперь располагается молодёжное отделение музея «Пушкинский.youth», а также проходят различные публичные образовательные программы.
10 декабря 2022 года в здании усадьбы произошёл пожар, охвативший площадь свыше 50 м². По словам вице-президента Международного центра Рерихов Александра Стеценко, после выселения их организации в 2017 году усадьба была в полузаброшенном состоянии.

## Архитектура
Ворота усадьбы украшены кованой решёткой с растительным орнаментом, контрастирующей с классическим северным фасадом здания. С этой стороны строение оформлено коринфским портиком, который венчает фронтон с гербом рода Протасовых. Наличники первого этажа в двух местах выделены и не соответствуют форме окон, изображая более ранние рамы. Перед усадьбой установлен памятник Николаю и Елене Рерихам, в сквере перед северным фасадом — Святославу и Юрию Рерихам. Дворовой южный фасад воссоздан в формах XVII века. Центром композиции является реконструированное красное крыльцо Лопухиных, декорированное массивным шатром и угловыми белокаменными полуколоннами. Изначально справа от него находилась проездная арка, заложенная позднее.